# Simon Bang
Simon Bang (* 13. Mai 1855 in Oberdorla; † 5. Juni 1928 in Dresden) war ein deutscher Oberschulrat und Bezirksschulinspektor, der auch als Sachbuchautor mehrerer pädagogischer Schriften tätig war.

## Leben
Er war der Sohn des Oberdorlaer Gemeindeschäfers Heinrich Adam Bang und dessen Ehefrau Marie geborene Götz, Tochter eines Gutsbesitzers.
Der aus einfachen Verhältnissen stammende Simon Bang wurde nach dem Schulbesuch Volksschullehrer. Als solcher war er an mehreren Dorfschulen im Bereich der Vogtei Dorla tätig. Ein Gesuch Bangs um Versetzung als Lehrer in das Königreich Sachsen wurde von der preußischen Schulbehörde mit Befremden zur Kenntnis genommen, letztendlich nach längerer Verzögerung dennoch genehmigt. Er fand zunächst eine Anstellung in Meißen. Zuletzt als er als Bezirksschulinspektor in Dippoldiswalde und Oberschulrat in Dresden tätig. Als solcher verfasste er zahlreiche pädagogische Schriften, darunter: Sind die gegen eine historisch-pragmatische Behandlung des Lebens Jesu erhobenen Bedenken gerechtfertigt? Gotha, 1898.
Aus Anlass es zehnjährigen Bestehens des Allgemeinen Evangelisch-Lutherischen Schulvereins hielt er in Dresden den Festvortrag Luther, des Deutschtums Grund-, Eck- und Edelstein. Dieser Vortrag erschien noch im gleichen Jahr im Schulverein in Druck.
Anlässlich seines 70. Geburtstages erschien 1925 eine Festschrift für ihn. Drei Jahre später starb er in Dresden.

## Familie
Simon Bang heiratete Martha Christine Damm (1857–1915). Aus der gemeinsamen Ehe ging der Wirtschaftspolitiker und spätere Reichstagsabgeordnete Paul Bang (* 18. Januar 1879 in Meißen; † 31. Dezember 1945 in Hohenfichte) hervor.